# Erna Wallisch
Erna Wallisch, född 10 februari 1922 i Benshausen, död 21 februari 2008 i Wien, var en tysk fångvaktare, SS-Aufseherin. Hon tjänstgjorde som lägervakt i koncentrationslägren Ravensbrück och Majdanek. Enligt ögonvittnen misshandlade hon lägerfångar till döds.
År 2007 spårade den brittiske författaren och journalisten Guy Walters upp Wallisch i Wien och en undersökning av hennes brott inleddes. Innan rapporten färdigställdes, avled Wallisch på sjukhus.